# El Puig de Rialb
El Puig de Rialb és un nucli de població del municipi noguerenc de la Baronia de Rialb, al Segre Mitjà.

## Descripció i situació
Aquesta contrada comprèn les muntanyes i torrents de l'esquerra del riu Rialb, quasi al mateix paral·lel de Sant Martí, quelcom al nord. Forma un triangle que té a ponent el riu Rialb, a nord les muntanyes de Gavarra, a llevant el torrent de Vilarrúbia o de Gavarra i el terme de Pallerols. S'hi accedeix per una pista asfaltada derivada de la carretera comarcal C-1412b, que uneix Ponts amb els Pallars, en el punt quilomètric 15,250 a l'altura de la Collada de la Santa. Aquest camí asfaltat segueix el traçat del Rialb i passats dos-cents metres des del Molí Nou travessa un pont sobre el mateix riu i inicia un camí carreter de pendent pronunciat fins al Puig. Altres rutes per arribar-hi són des del camí de Gavarra o des del camí que surt des de Pallerols i passa prop de la Masia Confòs. Antigament aquest camins foren transitats per ramats de bestiar, traginers, trementinaires, contrabandistes, entre d'altres; actualment són part del GR 1 al seu pas per Catalunya, un sender de gran recorregut que travessa tot el prepirineu català.

## Toponímia i història
El topònim estrictament del Puig apareix tardanament en la documentació, almenys que sigui aplicat a la parròquia de Sant Andreu; es troba des del segle xv. Un document citat de 1033 sembla que es refereix a Sant Andreu del Puig, d'aquesta zona del Rialb, en el qual el comte de Pallars retorna al bisbe Ermengol béns que s'havia apropiat indegudament, i cita la tercera part dels delmes de la parròquia de Sant Esteve, que podria ser la de Pallerols i la de Sancto Andrea de ipso Puio.
Al final del període estudiat tot el Rialb Sobirà formava una parròquia, que era la de Sant Martí de Taravall, que tenia per sufragànies Sant Cristòfol i Sant Andreu del Puig. Tot i que aquesta zona del Rialb Sobirà tenia força població, l'economia eclesiàstica era pobra; en la dècima de l'any 1279 no consta que pagués res, fora de Sant Cristòfol i Pallerols; en la dècima de 1391, la taxa del Rialb Sobirà era de 10 sous en un termini; la de Sant Cristòfol era d'11 sous, i la del Rialb Jussà era de 23 sous.
El pas de l'església de Sant Andreu del Puig a parròquia fou durant el pontificat del bisbe Andreu Capella, puix que el 1574, la de Sant Andreu encara era sufragània de Sant Martí. Pel que fa al domini feudal de la zona, com en la resta del Rialb Sobirà era del senyors del castell de Taravall, que foren els Caboet, el capítol d'Urgell i altres, com els Peramola. El poble fou residència del rector fins al 1936.

## Llocs d'interès
- Església romànica de Sant Andreu del Puig; s'hi conserva una imatge de tipus clàssic del segle xvi de la Mare de Déu de la Pluja amb l'infant.
- Ermites romàniques de Santa Maria de Ramoneda (coneguda com la Immaculada), Sant Vicenç de les Cases de Rialb i Sant Joan Baptista de l'Alzina.
- Allotjaments rurals de la Casa dels Peixos, antiga Escola del Puig i Cal Metge.
- Piscifactoria Molí Nou.
- Sender de Gran Recorregut GR 1 (transpirinenc).
- Alzinera de Cal Penjat; es tracta d'una carrasca catalogada com a arbre monumental de Catalunya.[2]

## Festa local
- Aplec de la Mare de Déu de la Pluja: és la Festa Major i se celebra el primer diumenge d'octubre.